# Слепцов, Александр Александрович
Александр Александрович Слепцов (1836—1906) — общественный деятель, писатель и публицист, автор воспоминаний; один из организаторов общества «Земля и воля»; действительный статский советник, член Учёного комитета Министерства народного просвещения. Двоюродный брат В. А. Слепцова.

## Биография
Родился 28 сентября (10 октября) 1836 года в семье помещика Симбирской и Саратовской губерний из дворянского рода Слепцовых. Отец — Александр Сергеевич Слепцов (1799—1850), мать — Татьяна Дмитриевна, урождённая Дурново.
В 1856 году окончил Александровский лицей (1856), служил во 2-м отделении Собственной его императорского величества канцелярии младшим чиновником. В 1860 году был отправлен в годичную командировку за границу, где познакомился с А. И. Герценом (через него с Дж. Мадзини) и Н. П. Огарёвым в Лондоне, с И. С. Тургеневым в Париже. По возвращении уволился со службы по прошению «по домашним обстоятельствам». В 1861 году познакомился с Н. Г. Чернышевским. Стал одним из организаторов общества «Земля и воля», входил в его руководящий центр. Во время поездки по России (июнь—ноябрь 1862) он организовывал комитеты общества в Астрахани, Саратове, Казани, Нижнем  Новгороде, Твери.
В январе 1863 года выехал в Польшу (под фамилией Провансов), где вёл переговоры с руководителями Польского восстания З. Падлевским и А. Гиллером, написал (совм. с А. А. Потебней) прокламацию «Льется польская кровь, льется русская кровь». В феврале был уже в Лондоне, у Герцена. Участвовал в деятельности «молодой эмиграции» и был близок редакции «Колокола». После поражения Польского восстания и самороспуска «Земли и воли» Слепцов прекратил революционную деятельность; в письме Герцену 9 мая 1863 года он писал: «кровавые перевороты были бесплодны, если мысль не дозрела, а если мысль дозрела, то не нужно было кровавых переворотов».
В 1868 году вернулся в Россию; в 1869 году «за выслугу лет» произведён в надворные советники; служил в Государственной канцелярии (1869), с 1883 года — по Министерству финансов, одновременно осуществляя педагогическую деятельность (в Литейной женской гимназии был с 1869 года преподавателем русского языка и истории, с 1873 года — инспектором классов).
С 9 июня 1880 года состоял членом Учёного комитета Министерства народного просвещения, был членом её постоянной комиссии для устройства народных чтений. Одновременно, он был с 1881 года инспектором 3-й Санкт-Петербургской гимназии. В 1886 году был уволен по болезни; в 1881 году произведён в действительные статские советники.
Кроме преподавания занимался литературной деятельностью. Главным образом сотрудничал в изданиях: «Современник», «Голос», «Санкт-Петербургские ведомости» и «Порядок»; подписывался псевдонимом П.Д..
С конца 90-х годов был издателем-редактором журнала для народного чтения: «Книжка за книжкой». В 1867 году в «Деле» были напечатаны его «Пролог к неоконченной драме» и повесть (написанный в 1864 году и предназначавшийся в некрасовский «Современник») «Жизнь и призраки».
Пытался организовать журнал для юношества «Природа и люди». В конце 1870 года от имени научного журнала «Знание» обращался к Карлу Марксу с предложением о сотрудничестве. Был одним из редакторов журнала «Современное обозрение» (1868).
В 1871 году в «Дешевой Библиотеке» была напечатана его драма «Загубленная жизнь». В 1905—1906 годах были опубликованы его записки, ставшие важным источником для изучения истории «Земли и воли» 1860-х гг.
В 1895 году некоторое время редактировал журнал «Новое слово». В 1894—1897 годах заведовал отделом в журнале «Читальня народной школы» и привлёк к сотрудничеству в нём привлек свою жену, вместе с которой в 1899 году он основал иллюстрированный журнал для детей «Книжка за книжкой».
Был награждён орденами Российской империи до орденов Св. Анны (1891) и Св. Станислава 1-х степеней.
В 1898—1903 годах был уездным предводителем дворянства в Сердобском уезде, где имел 2243 десятин земли (дер Ивановка, Ельшанка, Поливановка).
Умер, согласно «Большой советской энциклопедии», 22 июня (5 июля) 1906 года в Петербурге; в Петербургском некрополе указана дата смерти: 21 июля (3 августа) 1906 года. Похоронен на Литераторских мостках Волкова кладбища.

## Семья
Был трижды женат. Второй брак, с Юлией Ивановной Слепцовой, как указано в Деле о расторжении брака от 7 октября 1881 года, был расторгнут «по его прелюбодеянию». Сразу после этого, 9 ноября 1881 года, состоялось венчание — невесте, дочери отставного полковника Николая Степановича Лаврова Марии Николаевне, было 20 лет. На момент венчания Слепцов значился причисленным «к собственной ЕИВ канцелярии по учреждениям Императрицы Марии Фёдоровны по экзекуторской части». У них 11 сентября 1890 года родилась дочь Татьяна.